# 마당을 나온 암탉
책

## 역사
동화 《마당을 나온 암탉》은 2000년 5월 29일에 사계절출판사를 통해 처음 출간되었다. 같은 해 12월 20일에 성인용으로 다시 출간되었다. 2011년 7월 28일에 원작 동화를 바탕으로 명필름과 오돌또기가 애니메이션으로 제작하였고, 그에 앞서 같은 해 6월 10일에 이 애니메이션의 내용을 바탕으로 하여 재구성한 애니메이션 그림책이 출간되었다.
또한 이 책은 한국 작가의 작품으로는 처음으로 영문판 출간 한달만에 영국 베스트셀러 1위에 올랐다.

## 줄거리
알을 낳지못해 폐계가 된 닭 '잎싹'은 어느 날 마당을 보게 된다. 마당으로 나가기를 꿈꾸던 잎싹은 너무 먹지 않아서 병들어 쓸모 없게 되어 양계장 주인에 의해 양계장 밖으로 나가게 되지만 구덩이 속으로 버려지게 된다.
구덩이에서 살아난 잎싹이 눈을 뜨고 청둥오리 '나그네'가 나타나 잎싹을 노리는 족제비가 있어 위험하니 어서 그 곳을 벗어나라고 일러준다. 하지만 나그네마저 뽀얀 오리(백조)와 함께 사라진 집에서 잎싹은 혼자 찔레덤불로 가다가 비명 소리를 듣게 된다.
잎싹은 가시덤불 속에서 알을 발견한다. 알을 품고 싶었던 잎싹 앞에 사라졌었던 나그네가 갑자기 나타나 알을 품고 있는 동안 잎싹을 보살펴주다가 알이 부화하기 직전에 잎싹과 알을 지키려고 족제비의 배를 채워주기 위해 스스로 족제비에게 잡아먹힌다. 잎싹은 그 알에서 깨어난 아기 청둥오리를 '초록머리'라고 이름 지으며 아들처럼 보살폈다.
나그네는 저수지로 가라고 했었지만 잎싹은 자신이 품은 아기를 보여주고 싶은 마음에 마당을 찾게 되나 따돌림을 당하고 결국 저수지에서 지내게 된다. 초록이는 결국 청둥오리로 자라서 겨울을 맞아 찾아온 청둥오리 떼에 조장으로 합류하며 잎싹을 떠나게 된다. 잎싹은 자신이 할 일을 다 했다고 생각하고 어미 족제비에 물려 죽게 된다.